# نیروگاه بادی دریایی سی‌گرین
نیروگاه بادی دریایی سی‌گرین (انگلیسی: Seagreen Offshore Wind Farm) یک نیروگاه بادی دریایی است که دور از ساحل اسکاتلند در دریای شمال واقع شده‌است. هنگامی که در سال ۲۰۲۳ به‌طور کامل عملیاتی شد، عنوان بزرگ‌ترین نیروگاه بادی دریایی اسکاتلند را به خود اختصاص داد.
این نیروگاه بادی از ۱۱۴ توربین بادی مدل وستاس وی ۱۶۴ (Vestas V164) با ظرفیت هر توربین برابر با ۱۰ مگاوات تشکیل گردیده‌است. ظرفیت کامل تولید برق این نیروگاه برابر ۱٫۰۷۵ مگاوات است.